# Dicrossus
Genre
Dicrossus est un genre de poissons néotropicaux de la famille des Cichlidae, de l'ordre des Cichliformes.

## Liste des espèces
Selon FishBase (1 février 2016) :
- Dicrossus filamentosus (Ladiges, 1958)
- Dicrossus foirni Römer, Hahn & Vergara, 2010
- Dicrossus glandicauda Schlinder & Staeck 2008
- Dicrossus maculatus Steindachner, 1875
- Dicrossus warzeli Römer, Hahn & Vergara, 2010